# Фосоријални организам
Фосоријални организам је животна форма животиња која поседује адаптације за копање подлоге. Већина фосоријалних врста води подземан начин живота, док поједине врсте живе надземно. Назив фосоријалан се стога понекад ограничава само на подземне организме, док се надземни организми способни да копају називају семифосоријални (полуфосоријални).

## Адаптације фосоријалних организама
Анатомске адаптације које омогућавају фосоријални начин живота су разноврсне и укључују значајне промене у облику тела и грађи екстремитета (издужени прсти и јаки нокти кртица), али и органе попут сурле и кљова код сурлаша и свиња.

## Значај фосоријалног начина живота
Код организама који воде надземан начин живота фосоријалне адаптације омогућавају проналазак хране, бег од предатора или преживљавање неповољних климатских услова (хибернација и естивација). Код подземних фосоријалних организама адаптације су бројније и омогућавају лакше кретање кроз подлогу, проналазак хране и партнера, прављење подземних гнезда и узгој младих, као и бег од предатора/компетитора.

## Примери фосоријалних животиња
- ровац
- осе копачице
- туатара
- брегуница
- вомбат
- торбарска кртица
- оклопник
- кунићи и пике
- јеж
- кртице
- слепо куче
- вискача